# Duncan Kyle
Pour les articles homonymes, voir Kyle.
Duncan Kyle, né John Franklin Broxholme le 11 juin 1930 à Bradford dans le Yorkshire de l'Ouest en Angleterre et mort le 24 juin 2000 à Bury St Edmunds dans le Suffolk, est un écrivain britannique, auteur de roman d'espionnage et de thriller.

## Biographie
Après des études à Bradford, il débute à 16 ans comme reporter dans un journal local. Après deux ans dans un service de renseignement de l'armée britannique, il continue dans le journalisme.
En 1970, il publie son premier roman Du sang sur la banquise (A Cage of Ice) dans le genre espionnage. Selon Claude Mesplède « l'écriture alerte imprime à cette aventure un rythme soutenu qui retient le lecteur ». L'action se déroule dans l'océan Arctique.

## Œuvre

### Romans signés Duncan Kyle
- A Cage of Ice, 1970
  - Du sang sur la banquise, Série noire no 1432, 1971
- Flight into Fear, 1972
- The Suvarov Adventure, 1973
- Terror's Cradle, 1974
- In Deep, 1976
- Black Camelot, 1978
- Green River High, 1979
- Stalking Point, 1981
- The King's Commissar, 1983
- The Dancing Men, 1985
- The Honey Ant, 1988
- Exit, 1993

### Roman signé James Meldrum
- The Semonov Impulse, 1975

### Roman signé J.F. Broxholme
- The War Queen, 1967

### Nouvelle
- The Breathless Hush, 1989

### Ouvrage non fictionnel signé John Franklin Broxholme
- The Practice of Journalism, 1968

## Sources
- Claude Mesplède, Les années "Série noire" : bibliographie critique d'une collection policière, vol. 3 : 1966-1972, Amiens, Editions Encrage, coll. « Travaux / 22 », 1994 (ISBN 978-2-906389-53-3), p. 252-253.
- Claude Mesplède et Jean-Jacques Schleret, SN, voyage au bout de la Noire : inventaire de 732 auteurs et de leurs œuvres publiés en séries Noire et Blème : suivi d'une filmographie complète, Paris, Futuropolis, 1982 (OCLC 11972030), p. 222.